# Ju-Jitsu ai Giochi mondiali 2022
Le competizioni di ju-jitsu ai Giochi mondiali 2022 si sono svolte dal 15 al 16 luglio 2022 al Birmingham Southern College di Birmingham in Alabama, negli Stati Uniti d'America. L'evento era originariamente stato calendarizzato nel luglio 2021, ma i Giochi mondiali sono stati riprogrammati per l'anno successivo a seguito del rinvio dei Giochi olimpici estivi di Tokyo 2020, dovuto all'insorgere dell'emergenza sanitaria causata dalla pandemia di COVID-19.

## Podi

### Sistema fighting
| Specialità                 | Oro                       | Argento              | Bronzo            |
| 62 kg maschile (dettagli)  | Bohdan Mochulskyi         | Alejandro Viviescas  | Ecco van der Veer |
| 69 kg maschile (dettagli)  | Jaschar Salmanow          | Ivan Della Croce     | Tim Toplak        |
| 77 kg maschile (dettagli)  | Simon Attenberger         | Lucas Andersen       | Boy Vogelzang     |
| 85 kg maschile (dettagli)  | Nikola Trajković          | Donny Donker         | Daniel Zmeev      |
| 48 kg femminile (dettagli) | Kanjutha Phattaraboonsorn | Athanasia Zariopi    | Sandra Badie      |
| 57 kg femminile (dettagli) | Licai Pourtois            | Christina Koutoulaki | Rebekka Dahl      |
| 63 kg femminile (dettagli) | Juliana Ferreira          | Orapa Senatham       | Lilian Weiken     |
| 70 kg femminile (dettagli) | Annalena Bauer            | Chloé Lalande        | Liva Tanzer       |

### Ne-waza
| Specialità                 | Oro             | Argento                    | Bronzo            |
| 69 kg maschile (dettagli)  | Florian Bayili  | Mohamed Al-Suwaidi         | Viki Dabush       |
| 77 kg maschile (dettagli)  | Nimrod Ryeder   | Ali Munfaredi              | Michael Sheehan   |
| 85 kg maschile (dettagli)  | Faisal Al-Ketbi | Abdurahmanhaji Murtazaliev | Saar Shemesh      |
| Open maschile (dettagli)   | Faisal Al-Ketbi | Seif-Eddine Houmine        | Saar Shemesh      |
| 48 kg femminile (dettagli) | Vicky Hoang     | Kanjutha Phattaraboonsorn  | Irina Brodski     |
| 57 kg femminile (dettagli) | Meshy Rosenfeld | Galina Duvanova            | Laurence Fouillat |
| 63 kg femminile (dettagli) | Maja Povšnar    | Rony Nisimian              | Shamma Al-Kalbani |
| Open femminile (dettagli)  | Meshy Rosenfeld | Bogdana Golub              | Shamma Al-Kalbani |

### Gare a squadra
| Specialità               | Oro        | Argento  | Bronzo      |
| Duo mix (dettagli        | Thailandia | Belgio   | Svizzera    |
| Gara a squadre (dettagli | Francia    | Germania | Paesi Bassi |

## Medagliere
| Posiz. | Nazione             | Oro | Argento | Bronzo | Totale |
| ------ | ------------------- | --- | ------- | ------ | ------ |
| 1      | Germania            | 3   | 1       | 3      | 7      |
| 1      | Israele             | 3   | 1       | 3      | 7      |
| 3      | Thailandia          | 2   | 2       | 0      | 4      |
| 4      | Francia             | 2   | 1       | 2      | 5      |
| 4      | Emirati Arabi Uniti | 2   | 1       | 2      | 5      |
| 6      | Belgio              | 2   | 1       | 0      | 3      |
| 7      | Serbia              | 1   | 1       | 0      | 2      |
| 7      | Ucraina             | 1   | 1       | 0      | 2      |
| 9      | Canada              | 1   | 0       | 1      | 2      |
| 9      | Slovenia            | 1   | 0       | 1      | 2      |
| 11     | Grecia              | 0   | 2       | 0      | 2      |
| 12     | Paesi Bassi         | 0   | 1       | 3      | 4      |
| 13     | Danimarca           | 0   | 1       | 2      | 3      |
| 14     | Bahrein             | 0   | 1       | 0      | 1      |
| 14     | Colombia            | 0   | 1       | 0      | 1      |
| 14     | Kazakistan          | 0   | 1       | 0      | 1      |
| 14     | Kirghizistan        | 0   | 1       | 0      | 1      |
| 14     | Marocco             | 0   | 1       | 0      | 1      |
| 19     | Svizzera            | 0   | 0       | 1      | 1      |
| Totale | Totale              | 18  | 18      | 18     | 54     |